# Szelle Béla
Szelle Béla (Székesfehérvár, 1934. január 20. – Budapest, 2008. január 25.) könyvtáros, könyvtárigazgató, lexikon-főszerkesztő.

## Életpályája
Szelle Béla az ELTE BTK Központi Könyvtárának nyugalmazott igazgatója, 1958 és 2004 között az ELTE BTK Könyvtártudományi Tanszékének oktatója volt. Az Akadémiai Kiadó lexikon-főszerkesztőjeként is tevékenykedett.

## Főbb művei

### Tanulmányok, könyvek
- Katalogizálástörténet 1.: A kéziratosság kora (1963)
- Katalogizálástörténet 2.: A könyvnyomtatás kora (1964)
- Bevezetés a katalogizáláselméletbe (1967)
- Harmincéves az egyetemi könyvtárosképzés. Könyvtáros, 29. évf. 1979. 6. sz.
- Könyv és társadalom Magyarországon (Fülöp Gézával; 1981)
- Olvasók, könyvkiadás, tömegolvasmányok az önkényuralom időszakában. In Kovács Máté emlékkönyv. (1983)

### Szerkesztett, lektorált kötetek
- A 325 éves Budapesti Tudományegyetem képekben (1960)
- Kovács Máté emlékkönyv (1983)
- Akadémiai kislexikon I–II. Főszerk. Beck Mihály, Peschka Vilmos. Budapest: Akadémiai. 1989–1990. ISBN 963-05-5279-5
- Cambridge enciklopédia. Szerk. David Crystal. A magyar kiadást szerk. Szelle Béla. Ford. Acsády Judit et al. Budapest: Maecenas. 1992. ISBN 963-7425-65-9
- A tudomány térképe: kisenciklopédia a tudomány egészéről (1995)
- Pedagógiai lexikon (1997)
- Mezei Zsolt: Pápai könyvtárak a századfordulón (1999)

## Díjai, elismerései
- Szinnyei József-díj (1998)

## Külső hivatkozások
- Dr. Szelle Béla önéletrajza (Hozzáférés: 2016. szeptember 2.)